# Agrionoptera
Agrionoptera là một chi chuồn chuồn trong họ Libellulidae. Các loài trong chi sinh sống rải rác qua Ấn Độ, Đông Nam Á và Thái Bình Dương.

## Các loài
Các loài được ghi nhận trong chi này gồm:
- Agrionoptera bartola Needham & Gyger, 1937
- Agrionoptera cardinalis Lieftinck, 1962
- Agrionoptera insignis (Rambur, 1842)[1]
  - Agrionoptera insignis allogenes (Tillyard, 1908)[1]
- Agrionoptera longitudinalis Selys, 1878
  - subspecies Agrionoptera longitudinalis biserialis (Selys, 1879) [1]
- Agrionoptera sanguinolenta Lieftinck, 1962
- Agrionoptera sexlineata Selys, 1879